# Giro di Sicilia 2023
27. ročník etapového cyklistického závodu Giro di Sicilia se konal mezi 11. a 14. dubnem 2023 na italském ostrově Sicílie. Celkovým vítězem se stal Kazach Alexej Lucenko z týmu Astana Qazaqstan Team. Na druhém a třetím místě se umístili Jihoafričan Louis Meintjes (Intermarché–Circus–Wanty) a Ital Vincenzo Albanese (Eolo–Kometa). Závod byl součástí UCI Europe Tour 2023 na úrovni 2.1.

## Týmy
Závodu se zúčastnilo 5 z 18 UCI WorldTeamů, 8 UCI ProTeamů, 11 UCI Continental týmů a italský národní tým. Všechny týmy nastoupily na start se sedmi závodníky kromě týmů Biesse–Carrera, Intermarché–Circus–Wanty, Q36.5 Pro Cycling Team, Team Colpack–Ballan, Team Technipes #inEmiliaRomagna, UAE Team Emirates a Zalf–Euromobil–Désirée–Fior s šesti jezdci a týmu Team Bahrain Victorious s pěti jezdci. Závod tak odstartovalo 166 jezdců. Do cíle v Giarre dojelo 121 z nich.
UCI WorldTeamy
- Astana Qazaqstan Team
- Intermarché–Circus–Wanty
- Team Bahrain Victorious
- Team Jayco–AlUla
- UAE Team Emirates

UCI ProTeamy
- Bingoal WB
- Eolo–Kometa
- Green Project–Bardiani–CSF–Faizanè
- Human Powered Health
- Q36.5 Pro Cycling Team
- Team Corratec
- Team Novo Nordisk
- Tudor Pro Cycling Team

UCI Continental týmy
- Beltrami TSA–Tre Colli
- Biesse–Carrera
- D'Amico–UM Tools
- General Store–Essegibi–Fratelli Curia
- GW Shimano–Sidermec
- MG.K vis Colors for Peace
- Sofer–Savini Due–OMZ
- Team Colpack–Ballan
- Team Technipes #inEmiliaRomagna
- Work Service–Vitalcare–Dynatek
- Zalf–Euromobil–Désirée–Fior

## Trasa a etapy
| Etapa         | Datum         | Trasa                              | Vzdálenost    | Typ    | Typ                 | Vítěz                   |
| ------------- | ------------- | ---------------------------------- | ------------- | ------ | ------------------- | ----------------------- |
| 1             | 11. dubna     | Marsala – Agrigento                | 159 km        |        | Zvlněná etapa       | Finn Fisher-Black (NZL) |
| 2             | 12. dubna     | Canicattì – Vittoria               | 193 km        |        | Středně těžká etapa | Niccolò Bonifazio (ITA) |
| 3             | 13. dubna     | Enna – Termini Imerese             | 150 km        |        | Středně těžká etapa | Joel Suter (SUI)        |
| 4             | 14. dubna     | Barcellona Pozzo di Gotto – Giarre | 216 km        |        | Horská etapa        | Alexej Lucenko (KAZ)    |
| Celková délka | Celková délka | Celková délka                      | Celková délka | 718 km | 718 km              | 718 km                  |

## Průběžné pořadí
| Etapa          | Vítěz             | Celkové pořadí    | Bodovací soutěž   | Vrchařská soutěž  | Soutěž mladých jezdců | Soutěž týmů              |
| -------------- | ----------------- | ----------------- | ----------------- | ----------------- | --------------------- | ------------------------ |
| 1              | Finn Fisher-Black | Finn Fisher-Black | Finn Fisher-Black | Finn Fisher-Black | Finn Fisher-Black     | UAE Team Emirates        |
| 2              | Niccolò Bonifazio | Finn Fisher-Black | Vincenzo Albanese | Michael Belleri   | Finn Fisher-Black     | UAE Team Emirates        |
| 3              | Joel Suter        | Finn Fisher-Black | Vincenzo Albanese | Michael Belleri   | Finn Fisher-Black     | UAE Team Emirates        |
| 4              | Alexej Lucenko    | Alexej Lucenko    | Vincenzo Albanese | Alexis Guérin     | Finn Fisher-Black     | Intermarché–Circus–Wanty |
| Konečné pořadí | Konečné pořadí    | Alexej Lucenko    | Vincenzo Albanese | Alexis Guérin     | Finn Fisher-Black     | Intermarché–Circus–Wanty |

- Ve 2. etapě nosil Vincenzo Albanese, jenž byl druhý v bodovací soutěži, fialový dres, protože lídr této klasifikace Finn Fisher-Black nosil červený dres lídra celkového pořadí.
- Ve 2. etapě nosil Michael Belleri, jenž byl druhý ve vrchařské soutěži, zelený dres, protože lídr této klasifikace Finn Fisher-Black nosil červený dres lídra celkového pořadí.
- V etapách 2 a 3 nosil Thomas Pesenti, jenž byl druhý v soutěži mladých jezdců, bílý dres, protože lídr této klasifikace Finn Fisher-Black nosil červený dres lídra celkového pořadí. Ze stejného důvodu nosil Walter Calzoni bílý dres ve 4. etapě.

## Konečné pořadí
| Legenda | Legenda                         | Legenda | Legenda                               |
| ------- | ------------------------------- | ------- | ------------------------------------- |
|         | Označuje lídra celkového pořadí |         | Označuje lídra vrchařské soutěže      |
|         | Označuje lídra bodovací soutěže |         | Označuje lídra soutěže mladých jezdců |

### Celkové pořadí
| Pořadí | Jezdec                  | Tým                      | Čas         |
| ------ | ----------------------- | ------------------------ | ----------- |
| 1      | Alexej Lucenko (KAZ)    | Astana Qazaqstan Team    | 16h 55' 50" |
| 2      | Louis Meintjes (RSA)    | Intermarché–Circus–Wanty | + 44"       |
| 3      | Vincenzo Albanese (ITA) | Eolo–Kometa              | + 1' 07"    |
| 4      | Finn Fisher-Black (NZL) | UAE Team Emirates        | + 1' 07"    |
| 5      | Mark Donovan (GBR)      | Q36.5 Pro Cycling Team   | + 1' 20"    |
| 6      | Kobe Goossens (BEL)     | Intermarché–Circus–Wanty | + 1' 21"    |
| 7      | Yannis Voisard (SUI)    | Tudor Pro Cycling Team   | + 1' 23"    |
| 8      | Simone Petilli (ITA)    | Intermarché–Circus–Wanty | + 1' 25"    |
| 9      | Rafał Majka (POL)       | UAE Team Emirates        | + 1' 34"    |
| 10     | Damiano Caruso (ITA)    | Team Bahrain Victorious  | + 3' 02"    |

### Bodovací soutěž
| Pořadí | Jezdec                  | Tým                                | Body |
| ------ | ----------------------- | ---------------------------------- | ---- |
| 1      | Vincenzo Albanese (ITA) | Eolo–Kometa                        | 34   |
| 2      | Alexej Lucenko (KAZ)    | Astana Qazaqstan Team              | 18   |
| 3      | Filippo Fiorelli (ITA)  | Green Project–Bardiani–CSF–Faizanè | 17   |
| 4      | Niccolò Bonifazio (ITA) | Intermarché–Circus–Wanty           | 16   |
| 5      | Finn Fisher-Black (NZL) | UAE Team Emirates                  | 15   |
| 6      | Damiano Caruso (ITA)    | Team Bahrain Victorious            | 14   |
| 7      | Joel Suter (SUI)        | Tudor Pro Cycling Team             | 12   |
| 8      | Mark Donovan (GBR)      | Q36.5 Pro Cycling Team             | 10   |
| 9      | Louis Meintjes (RSA)    | Intermarché–Circus–Wanty           | 10   |
| 10     | Kobe Goossens (BEL)     | Intermarché–Circus–Wanty           | 10   |

### Vrchařská soutěž
| Pořadí | Jezdec                  | Tým                                | Body |
| ------ | ----------------------- | ---------------------------------- | ---- |
| 1      | Alexis Guérin (FRA)     | Bingoal WB                         | 34   |
| 2      | Alexej Lucenko (KAZ)    | Astana Qazaqstan Team              | 21   |
| 3      | Bart Lemmen (NED)       | Human Powered Health               | 20   |
| 4      | Louis Meintjes (RSA)    | Intermarché–Circus–Wanty           | 19   |
| 5      | Samuele Zoccarato (ITA) | Green Project–Bardiani–CSF–Faizanè | 16   |
| 6      | Michael Belleri (ITA)   | Biesse–Carrera                     | 11   |
| 7      | Mark Donovan (GBR)      | Q36.5 Pro Cycling Team             | 10   |
| 8      | Simone Petilli (ITA)    | Intermarché–Circus–Wanty           | 10   |
| 9      | Rainer Kepplinger (AUT) | Team Bahrain Victorious            | 10   |
| 10     | Erik Fetter (HUN)       | Eolo–Kometa                        | 10   |

### Soutěž mladých jezdců
| Pořadí | Jezdec                        | Tým                                | Čas         |
| ------ | ----------------------------- | ---------------------------------- | ----------- |
| 1      | Finn Fisher-Black (NZL)       | UAE Team Emirates                  | 16h 56' 57" |
| 2      | Mark Donovan (GBR)            | Q36.5 Pro Cycling Team             | + 13"       |
| 3      | Yannis Voisard (SUI)          | Tudor Pro Cycling Team             | + 16"       |
| 4      | Samuele Zoccarato (ITA)       | Green Project–Bardiani–CSF–Faizanè | + 2' 49"    |
| 5      | Gianmarco Garofoli (ITA)      | Astana Qazaqstan Team              | + 7' 02"    |
| 6      | Walter Calzoni (ITA)          | Q36.5 Pro Cycling Team             | + 7' 31"    |
| 7      | Thomas Pesenti (ITA)          | Beltrami TSA–Tre Colli             | + 7' 31"    |
| 8      | Alessandro Monaco (ITA)       | Team Technipes #inEmiliaRomagma    | + 7' 41"    |
| 9      | Felix Engelhardt (GER)        | Team Jayco–AlUla                   | + 8' 11"    |
| 10     | Embret Svestad-Bårdseng (NOR) | Human Powered Health               | + 9' 31"    |

### Soutěž týmů
| Pořadí | Tým                                | Čas         |
| ------ | ---------------------------------- | ----------- |
| 1      | Intermarché–Circus–Wanty           | 50h 51' 08" |
| 2      | UAE Team Emirates                  | + 3' 51"    |
| 3      | Q36.5 Pro Cycling Team             | + 15' 05"   |
| 4      | Tudor Pro Cycling Team             | + 15' 41"   |
| 5      | Green Project–Bardiani–CSF–Faizanè | + 17' 39"   |
| 6      | Astana Qazaqstan Team              | + 19' 52"   |
| 7      | Human Powered Health               | + 24' 03"   |
| 8      | Eolo–Kometa                        | + 25' 15"   |
| 9      | Team Bahrain Victorious            | + 28' 01"   |
| 10     | Team Jayco–AlUla                   | + 37' 06"   |